# Gemeinde Gračanica
Die Gemeinde Gračanica  (serbisch Општина Грачаница Opština Gračanica, albanisch Komuna e Graçanicës) ist eine Gemeinde im Kosovo. Sie liegt im Bezirk Pristina. Verwaltungssitz ist die Kleinstadt Gračanica.

## Geschichte
Die Gemeinde Gračanica entstand 2010 durch die kosovarischen Lokalwahlen, die Ende 2009 stattfanden. Sie ist eine von sieben damals neu eingeführten Gemeinden und wurde aus Gebieten der Gemeinden Pristina, Lipjan und Fushë Kosova gebildet.

## Geographie

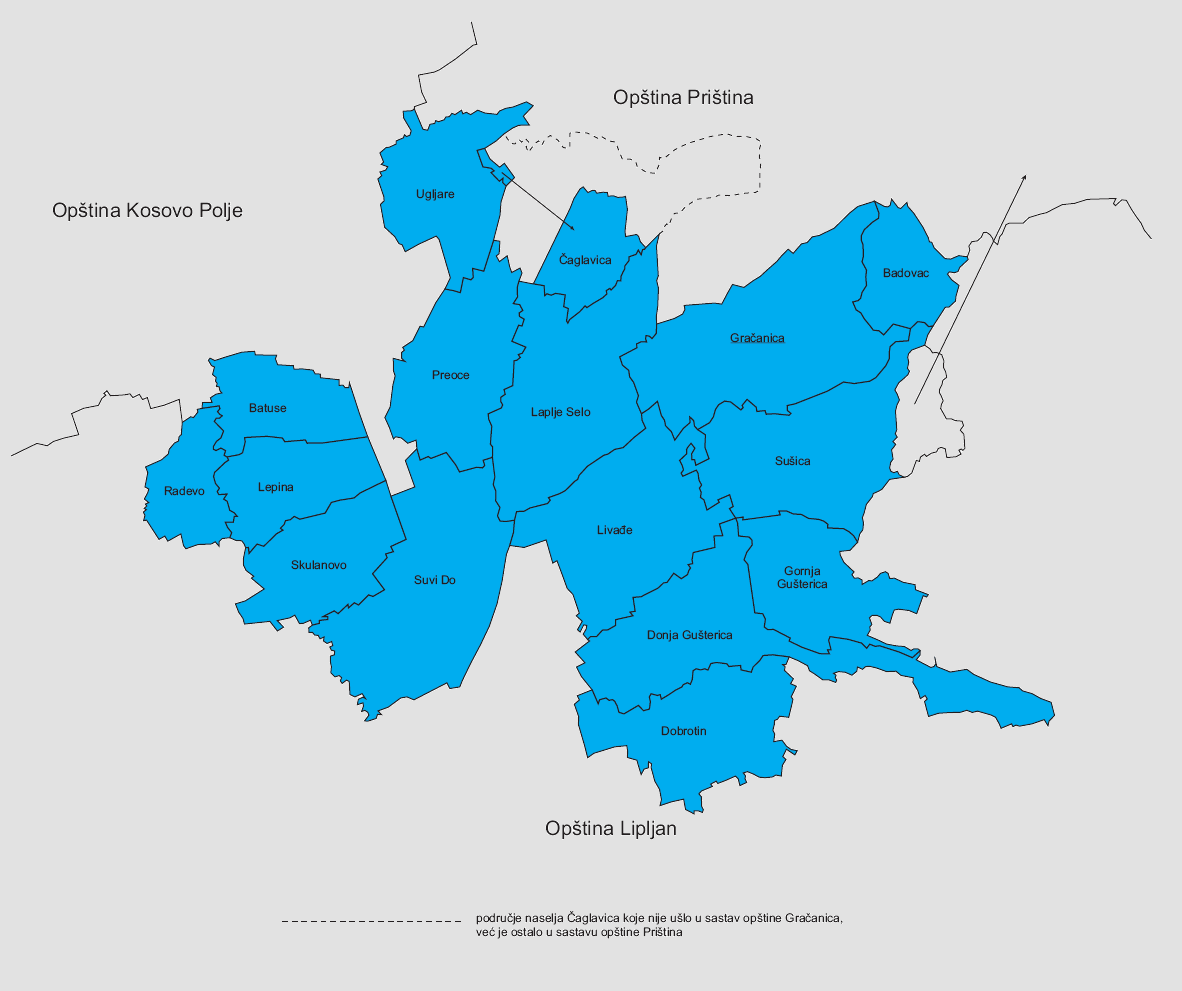
Karte der Gemeinde
(serbische Beschriftung)

Die Gemeinde Gračanica befindet sich in der zentralen Landschaft Kosovos, dem Amselfeld. Im Norden grenzt sie an die Gemeinden Pristina und Fushë Kosova und im Süden an die Gemeinde Lipjan. Insgesamt befinden sich 16 Dörfer in der Gemeinde, ihre Fläche beträgt 131 km². Zusammen mit den Gemeinden Pristina, Podujeva, Drenas, Lipjan, Obiliq, Novo Brdo und Fushë Kosova bildet sie den Bezirk Pristina.

## Bevölkerung
Gemäß neuester amtlicher Schätzung von 2020 beträgt die Einwohnerzahl 12.229.
Die Volkszählung aus dem Jahr 2011 ergab für die Gemeinde Gračanica eine Einwohnerzahl von 10.675, davon bezeichneten sich 7.209 als Serben, 2.474 als Albaner, 852 als Roma, Ashkali und Balkan-Ägypter, 22 als Goranen, 15 als Türken und 15 als Bosniaken. 45 gehören anderen Ethnien an und von 43 Personen ist keine Antwort in Bezug auf ethnische Herkunft vorhanden.
7.237 deklarierten sich als Orthodoxe, 3.190 als Muslime, 42 als Katholiken und 13 als konfessionslos.
Die Zentrale Wahlkommission gab die Gesamtanzahl aller in der Gemeinde Gračanica registrierten Wahlberechtigten – dies umfasst auch im Ausland lebende Personen – im November 2009 mit 16.317 an.
| Zensus    | 1948  | 1953   | 1961   | 1971   | 1981   | 1991   | 2011   | 2024   |
| --------- | ----- | ------ | ------ | ------ | ------ | ------ | ------ | ------ |
| Einwohner | 9.480 | 10.545 | 12.292 | 13.193 | 15.164 | 16.381 | 10.675 | 18.486 |

| Ethnie         | Serben | Albaner | Roma | Aschkali | Türken | Bosniaken | Balkan-Ägypter | Goranen | Andere | Unbekannt | Antwort verweigert |
| -------------- | ------ | ------- | ---- | -------- | ------ | --------- | -------------- | ------- | ------ | --------- | ------------------ |
| Einwohner 2011 | 7.209  | 2.474   | 745  | 104      | 15     | 15        | 3              | 22      | 45     | 17        | 26                 |

| Religion       | Orthodoxe | Muslime | Katholiken | Konfessionslose | Andere | Unbekannt | Antwort verweigert |
| -------------- | --------- | ------- | ---------- | --------------- | ------ | --------- | ------------------ |
| Einwohner 2011 | 7.237     | 3.190   | 42         | 13              | 32     | 19        | 142                |

## Orte
| Albanisch           | Serbisch         | Einwohnerzahl (Volkszählung 2011) |
| ------------------- | ---------------- | --------------------------------- |
| Badoc               | Badovac          | 15                                |
| Batusha             | Batuse           | 278                               |
| Çagllavica          | Čaglavica        | 723 1                             |
| Dobratin            | Dobrotin         | 623                               |
| Graçanica           | Gračanica        | 2686                              |
| Gushterica e Epërme | Gornja Gušterica | 393                               |
| Gushterica e Ulët   | Donja Gušterica  | 723                               |
| Kizhnica            | Kižnica          | 700                               |
| Lepia               | Lepina           | 278                               |
| Livagja             | Livađe           | 244                               |
| Llapllasella        | Laplje Selo      | 892                               |
| Preoc               | Preoce           | 509                               |
| Radeva              | Radevo           | 246                               |
| Skullan             | Skulanevo        | 194                               |
| Suhodoll            | Suvi Do          | 470                               |
| Shushica            | Sušica           | 515                               |
| Uglar               | Ugljare          | 1186                              |